# BMW 309
Der BMW 309 war ein kleiner PKW, der von BMW in Eisenach in den Jahren 1934 bis 1936 als Nachfolger des 3/20 PS gebaut wurde.

## Geschichte
Um nach dem Ende der Produktion des BMW 3/20 nicht einen Teil der Kundschaft zu verlieren, brachte BMW Anfang 1934 den Typ 309 auf den Markt, der Fahrwerk und Karosserie des 303 mit dem preiswerteren Antrieb des 3/20 vereinigte. Um die Motorleistung dem höheren Wagengewicht anzupassen, wurde der Hubraum auf knapp 850 cm³ erhöht, wodurch die Leistung auf 22 PS (16 kW) stieg.
Die Wagen wurden 1934 als Fahrgestell ohne Aufbau (2550 RM), Limousine (3050 RM), Cabrio-Limousine (3250 RM), Tourenwagen (3550 RM), Cabriolet mit 4 Sitzen (3850 RM) und Cabriolet mit 2 Sitzen (4050 RM) geliefert, jeweils mit 2 Türen.
1936 entfiel das Vierzylindermodell ersatzlos – der nächste Vierzylinder von BMW kam erst 1962 in der „Neuen Klasse“ auf den Markt.
Vom Typ 309 entstanden 6000 Exemplare.
| Produktionszahlen | Jahr | 1934  | 1935  | 1936 | Summe |
| ----------------- | ---- | ----- | ----- | ---- | ----- |
| BMW 309           |      | 3.658 | 1.880 | 462  | 6.000 |

## Technik

### Motor
Der Reihenvierzylindermotor des Vorgängers 3/20 wurde im Wesentlichen übernommen, der Hubraum aber durch Vergrößerung der Zylinderbohrung – von 56 mm auf 58 mm bei weiterhin 80 mm Hub – auf 845 cm³ erhöht. Die Leistung stieg damit auf 22 PS (16 kW), die bei 3500 min−1 abgegeben wurden. Der Motor wurde in allen Publikationen von BMW als „BMW-Vierzylinder 0,9 L/22 PS mit «Schwebemotor»“ bezeichnet. Die Bezeichnung „Schwebemotor“ bezog sich darauf, dass der Motor und das angeblockte Getriebe an zwei Punkten elastisch aufgehängt waren. BMW hatte hierzu eine Lizenz von Chrysler erworben.
Die elastische Aufhängung wurde einerseits durch die großzügigen Platzverhältnisse möglich, die der relativ kompakte Vierzylinder im Motorraum des konstruktiv vorgesehenen Sechszylinders hatte, andererseits war sie notwendig, um die bauartbedingt gegebenen Vibrationen des Vierzylinders mit nur zwei Kurbelwellenlagern und ohne Gegengewichte an den Kurbelwellenwangen zu dämpfen und vom Fahrgestell fernzuhalten.
BMW selbst benannte das Problem und seine Lösung deutlich:

„Nur wissen Techniker und praktischer Fahrer den wunden Punkt des Vierzylinders genau zu nennen: Er läuft hart und bringt Erschütterungen.
Die Zeit, welche aus diesem Grunde den Vierzylinder beiseite schob, ist vorbei.
Heute lagert man bei wirklich fortschrittlichen Vierzylindern den ganzen Motorgetriebeblock schwebend in Kautschuk so, daß die Maschinenanlage ihrer Natur keinen Zwang anzutun braucht, im Gegenteil um eine Schwerpunktachse so viel vibrieren mag, als die Natur verlangt — daß aber dieses Vibrieren das Fahrgestell nicht erreichen kann, sondern im Gegenteil durch die Feder-Wirkung der sinnvollen Kautschukaufhängung in der Hauptsache zu nutzbringender motorischer Arbeit verwandelt wird. (BMW hat die Lizenz der Original-Chrysler-2-Punkt-Aufhängung!)“

BMW vermarktete diese Konstruktion mehrfach auch als „DRP. angem.“, bzw. „DRP a“ – also als Patent im Deutschen Reich angemeldet.
Wie das Sechszylindermodell erhielt der 309 ein Vierganggetriebe mit Mittelschaltung und Hinterradantrieb; der dritte und vierte Gang waren synchronisiert. Die Fahrzeuge erreichten eine Höchstgeschwindigkeit von 80 km/h.

### Fahrwerk
Mit dem Tiefrahmen entsprach die Konstruktion des 309 der des im Vorjahr vorgestellten Sechszylindermodells 303. Die Vorderräder waren unabhängig an einer Querblattfeder (oben) und Dreieckslenkern (unten) aufgehängt, die starre Hinterachse an halbelliptischen, von unten mit der Achsbrücke verschraubten Längsblattfedern. Alle vier Räder waren mit Trommelbremsen versehen, die mit Seilzug betätigt wurden.